# Jankovics Lajos
Jankovics Lajos, olykor Jankovits (Felsősegesd, 1881. augusztus 8. – Moszkva, butovói kivégzőhely, 1938. április 5.) magyar politikus, vasmunkás. A Magyarországi Tanácsköztársaság bukását követően Szovjet–Oroszországba emigrált, 1938-ban a sztálini tisztogatások áldozatává vált.

## Élete
A millennium évében került a magyar fővárosba, ahol vasipari tanoncnak állt. Belépett az MSZDP-be, 1919-ben Veszprémbe helyezték át, ahol hamarosan átvette a párt megyei titkári feladatkörét. Bár egyes források szerint a proletárdiktatúra megteremtése előtt több fórumon a kommunizmus ellen szólalt fel, a Magyarországi Tanácsköztársaság kikiáltása után 1 nappal megválasztották a Veszprém megyei munkás- és katonatanács ideiglenes direktóriumának élére. A direktórium így Roland Ferencből, Jankovicsból, és Beőthy Dezsőből állt. Küldött volt a Tanácsok Országos Gyűlésén. A kommün bukása (1919. augusztus 1.) után lefogták, majd egy büntetőperben életfogytig tartó börtönbüntetésre ítélték. A szovjet–magyar fogolycsere-akció keretein belül 1921-ben Szovjet-Oroszországba került, ahol irodavezetőként dolgozott, és belépett az SZK(b)P-be. 1938. február 9-én koholt vádak alapján letartóztatták, március 27-én halálraítélték, és április 5-én kivégezték, Butovóban temették el. 1956. szeptember 8-án rehabilitálták.

## Emlékezete
Balatonfűzfőn utca viseli nevét.

## Fő műve
- A vallás és a kommunizmus. (Vörös Zászló, 1919. 7. sz.)